# Oncorhynchus rastrosus
Oncorhynchus rastrosus (originariamente conosciuto come Smilodonichthys rastrosus), conosciuto comunemente come salmone dai denti a sciabola, è una specie estinta di salmone vissuto nel Pacifico lungo le coste del Nord America, apparendo nel Miocene superiore lungo le coste della California, per poi estinguersi nel Pleistocene. Si tratta della specie più grande del genere Oncorhynchus, con gli esemplari adulti che potevano raggiungere i 2,7 metri (9 ft) di lunghezza, e come le specie moderne pare aver avuto un comportamento anadromo. La caratteristica più evidente di questa specie, oltre alle grandi dimensioni, sono una coppia di "zanne" che sporgevano dalla punta del muso, dando origine al suo nome. Oltre alle loro zanne, gli esemplari adulti avevano delle grandi branchiospine, che portano gli scienziati a suggerire che gli adulti si nutrissero di plancton.